# Xã Silver Lake, Quận Worth, Iowa
Xã Silver Lake (tiếng Anh: Silver Lake Township) là một xã thuộc quận Worth, tiểu bang Iowa, Hoa Kỳ. Năm 2010, dân số của xã này là 211 người.